# GERB–SDS
La GERB–SDS (en búlgar: ГЕРБ – СДС) és una coalició política impulsada pels partits Ciutadans pel Desenvolupament Europeu de Bulgària (GERB) i la Unió de Forces Democràtiques (SDS).

## Història
La coalició entre els dos partits es va formar abans de les eleccions al Parlament Europeu de 2019. El 28 de març de 2019 es va signar oficialment un acord entre les dues parts. A les eleccions, la coalició va guanyar el primer lloc i va rebre 6 escons al Parlament Europeu: cinc del GERB, un del SDS.
La cooperació entre els partits es va mantenir per a les eleccions legislatives de 2021, en les quals van obtenir 75 escons conjuntament. Tanmateix, a les eleccions anticipades de juliol i novembre van empitjorar els seus resultats, reduint-se a 63 i 59 escons, mantenint-se a l'oposició. A les eleccions anticipades de 2022 recuperarien forces amb 67 escons, resultat que gairebé mantindrien a les eleccions de 2023, amb 69 diputats, i 2024, amb 68.
Més recentment, formarien un govern de coalició amb el BSP-Esquerra Unida i Existeix un Poble.

## Resultats electorals

### Assemblea Nacional
| Any      | Vots    | %      | Escons   | +/- | Govern      |
| -------- | ------- | ------ | -------- | --- | ----------- |
| Abr 2021 | 837.671 | 26,18% | 75 / 240 | Nou | Anticipades |
| Jul 2021 | 642.165 | 23,51% | 63 / 240 | 12  | Anticipades |
| Nov 2021 | 596.456 | 22,74% | 59 / 240 | 4   | Oposició    |
| 2022     | 634.649 | 25,33% | 67 / 240 | 8   | Anticipades |
| 2023     | 669.924 | 26,49% | 69 / 240 | 2   | Coalició    |
| Jun 2024 | 530.602 | 24,71% | 68 / 240 | 1   | Anticipades |
| Oct 2024 | 642,973 | 25.52% | 69 / 240 | 1   | Coalició    |

### Parlament Europeu
| Any  | Vots    | %      | Escons | +/- | Grup |
| ---- | ------- | ------ | ------ | --- | ---- |
| 2019 | 607.194 | 31,07% | 6 / 17 | Nou | EPP  |
| 2024 | 474.059 | 23,55% | 5 / 17 | 1   | EPP  |